# Jacek Markiewicz
Jacek Markiewicz (ur. 18 kwietnia 1976 w Białymstoku) – polski piłkarz grający na pozycji obrońcy lub pomocnika oraz trener.

## Kariera piłkarska
Wychowanek Jagiellonii Białystok, w której barwach zadebiutował w II lidze w sezonie 1994/1995. W następnych latach wraz z białostockim klubem uczestniczył także w rozgrywkach III i IV ligi. Występował wówczas w formacjach ofensywnych i należał do najskuteczniejszych graczy Jagiellonii – m.in. w sezonie 1997/1998 strzelił 15 goli. W pierwszej połowie 1999 roku był zawodnikiem KP Wasilków.
W latach 2001–2004 był piłkarzem RKS Radomsko. 28 lipca 2001 roku zadebiutował w jego barwach w I lidze w meczu ze Stomilem Olsztyn, w którym zmienił w drugiej połowie Radosława Kowalczyka. Podstawowym piłkarzem klubu z Radomska stał się po jego spadku do II ligi w sezonie 2001/2002. W 2004 roku ponownie został zawodnikiem Jagiellonii Białystok, w której szybko wywalczył miejsce w pierwszym składzie, stając się ważnym punktem zespołu i jego kapitanem. W sezonie 2007/2008 rozegrał w barwach białostockiego klubu 25 meczów w I lidze. Strzelił również jednego gola – 3 listopada 2007 roku zdobył bramkę w spotkaniu z Lechem Poznań, przyczyniając się do zwycięstwa 4:2.
Latem 2008 roku odszedł z Jagiellonii. Następnie został zawodnikiem Korony Kielce, z którą w sezonie 2008/2009 wywalczył awans do Ekstraklasy. W latach 2009–2011 regularnie występował w najwyższej polskiej klasie rozgrywkowej – zagrał w 46 meczach i strzelił trzy gole. Zdobył m.in. bramkę w spotkaniu ze Śląskiem Wrocław, przyczyniając się do zwycięstwa 2:1. W czerwcu 2011 roku jego kontrakt nie został przedłużony. Od września 2011 do jesieni 2015 roku grał w Dębie Dąbrowa Białostocka, w którym pełnił także funkcję trenera.